# 便雅憫地區議會
便雅憫地區議會（羅馬化：Mo'atza Azorit Mateh Binyamin ）是位於約旦河西岸以色列控制區的一个地區議會，负责管理约旦河西岸53个以色列定居点以及以色列前哨站。该地區議會的管辖范围东起約旦河谷，西至撒马利亚山麓，南至耶路撒冷山脉。
该地區议會的名字來自古以色列的便雅悯支派。其議會總部原本設置在普薩戈特，但於2020年12月搬移至沙爾便雅憫工業區。便雅憫地區所在的約旦河西岸根據國際法被視為是被佔領土而不被国际社会承認其合法性，所有在便雅憫地區範圍內的以色列定居點也均不被國際承認。

## 轄下定居點

### 公有定居點
- 阿代阿德（英语：Adei Ad）
- 亞希雅（英语：Ahiya）
- 阿米海（英语：Amihai）
- 阿爾蒙（英语：Almon (Israeli settlement)）
- 阿特雷特（英语：Ateret）
- 伯和崙（英语：Beit Horon）
- 多雷夫（英语：Dolev）
- 艾利（英语：Eli (Israeli settlement)）
- 加內莫迪因（英语：Ganei Modi'in）
- 迦巴便雅憫（英语：Geva Binyamin）
- 新基遍（英语：Giv'on HaHadasha）
- 先知丘（希伯来语：גבעות הרואה）
- 哈斯蒙那因（英语：Hashmonaim）
- 塔爾蒙（英语：Talmon）
- 阿杜明村（英语：Kfar Adumim）
- 歐拉尼姆村（英语：Kfar HaOranim）
- 科哈夫哈沙哈爾（英语：Kokhav HaShahar）
- 科哈夫雅各（英语：Kokhav Ya'akov）
- 馬雷雷沃那（英语：Ma'ale Levona）
- 馬雷米赫馬斯（英语：Ma'ale Mikhmas）
- 瑪他提亞胡（英语：Matityahu (Israeli settlement)）
- 米茨佩耶律哥（英语：Mitzpe Yeriho）
- 內夫祖夫 / 哈拉米什（英语：Halamish）
- 納拉（英语：Na'ale）
- 拿哈列（英语：Nahliel）
- 尼利（英语：Nili (Israeli settlement)）
- 諾菲普拉特（英语：Nofei Prat）
- 奧芙拉（英语：Ofra）
- 普薩戈特（英语：Psagot）
- 里蒙寧（英语：Rimonim）
- 希洛（英语：Shilo (Israeli settlement)）
- 特爾錫安（希伯来语：תל ציון）

### 以色列前哨站
- 艾什柯德什（英语：Esh Kodesh）
- 盧茲 / 阿薩夫丘（英语：Giv'at Asaf）
- 內維埃雷茲（נוה ארז / Neve Erez）
- 斯內（希伯来语：סנה (מאחז)）
- 基達（英语：Keida）
- 斯德以法蓮（希伯来语：שדה אפרים）
- 吉歐雷特錫安（‏גאולת ציון / Geolet Zion）
- 吉諾特阿利耶（גינות אריה / Ginot Aria）
- 依舒夫哈達特（英语：Yishuv HaDa'at）
- 霍雷什亞隆（חורש ירון / Horesh Yaron）
- 馬哈茲哈布拉丁（希伯来语：מאחז הבלאדים）
- 馬拉黑哈沙隆（希伯来语：מלאכי השלום）
- 馬歐茲埃斯特（מעוז אסתר / Meoz Estar）
- 馬阿萊阿胡維亞（希伯来语：פרשת מותו של אהוביה סנדק）（מעלה אהוביה / Ma'ale Ahuvia）
- 馬萊什洛莫（מעלה שלמה / Ma'ale Shlomo）
- 米茨佩丹尼（英语：Mitzpe Dani）
- 米茨佩哈吉特（מצפה חגית / Mitzpe Hagit）
- 拉馬特米革龍 （רמת מגרון / Ramat Migron）
- 歐茲錫安（עוז ציון / Oz Zion）
- 祖爾哈雷爾（צור הראל / Tzur Harel）

### 莫沙夫
- 梅沃和崙（英语：Mevo Horon）

### 非獨立社區
- 阿隆（英语：Alon (Israeli settlement)）
- 哈雷爾丘（英语：Givat Harel）
- 先知丘（希伯来语：גבעת הרואה）
- 哈拉沙（英语：Harasha）
- 凱雷姆雷伊姆（英语：Kerem Reim）
- 米革龍（希伯来语：מגרון (יישוב)）
- 米茨佩克拉明（英语：Mitzpe Kramim）
- 內利亞（英语：Neria (Israeli settlement)）
- 瑟夫特拉切爾（英语：Shvut Rachel）

### 前定居點
- 阿莫纳（前哨站）